# Валвазоне
Валвазо̀не (на италиански: Valvasone; на фриулски: Voleson, Волезон) е село и в Северна Италия, община Валвазоне Арцене, провинция Порденоне, автономен регион Фриули-Венеция Джулия. Разположено е на 59 m надморска височина. Населението на общината е 2232 души (към 2010 г.).